# تفسیر کبیر
تفسیر کبیر یا مفاتیح الغیب از مهمترین و مفصل‌ترین تفاسیر قرآن است که اواخر قرن ششم و اوائل قرن هفتم هجری قمری به وسیلهٔ فخر رازی (۵۴۴ هـ. ق در ری ـ ۶۰۶ هـ. ق در هرات) با تکیه بر اصول عقاید اشاعره و به زبان عربی نگاشته شده‌است.

## مؤلف تفسیر
محمدبن عمر بن الحسن بن الحسین التیمی البکری مشهور به امام فخر رازی، حکیم، مفسر، ادیب، فقیه، فیلسوف و متکلم بزرگ خراسانی است که در سال ۵۴۳ یا ۵۴۴ هـ. ق در ری به دنیا آمد. علوم مقدماتی را نزد پدرش ضیاءالدین عمر بن حسین رازی آموخت و سپس برای کسب دانش، به بسیاری از شهرهای بزرگ آن روز سفر کرد تا این که در علوم زمانهٔ خود سرآمد اقران شد. او متکلمی توانمند و سخنوری چیره‌دست بود چنان‌که در میان علماء و فقها، کسی را یارای مجادله و مناظره با وی نبود. در اصول و کلام، مذهب اشعری و در فروع و فقه، مذهب شافعی داشت. فخر رازی از نویسندگان کثیرالتألیف و جامع‌الاطرافی است که دارای تألیفات متعدد به دو زبان فارسی و عربی است. «علی سامی النشار در مقدمه‌ای که بر کتاب «اعتقادات فرق المسلمین و المشرکین» امام فخر نوشته (قاهره، ۱۳۵۶ ق، ص ۲۶–۳۴) ۹۷ اثر از امام فخر را نام می‌برد: تفسیر قرآن (۵ اثر)، کلام (۴۰ اثر)، حکمت و فلسفه (۲۶ اثر)، زبان و ادبیات عرب (۷ اثر)، فقه و اصول (۵ اثر)، طب (۷ اثر)، طلسمات و نجوم و هندسه (۵ اثر) و تاریخ (۲ اثر)». جز مفاتیح‌الغیب، از دیگر آثار وی به «الاربعین فی اصول الدین»، «اساس‌التقدیس فی علم‌الکلام»، «اساس‌التنزیل»، «التخییر فی علم‌التعبیر»، «شرح الاشارات و التنبیهات»، «سیرالنفس» و … می‌توان اشاره کرد. فخر رازی اواخر عمر را در شهر هرات گذراند تا این که سرانجام در سال ۶۰۶ هـ. ق در همان‌جا چشم از جهان فروبست و در «مزداخان» در نزدیکی هرات به خاک سپرده شد.

## علت نامگذاری
این تفسیر به علت حجم بالای مطالبش نسبت به کتب دیگر تفسیری، به تفسیر کبیر مشهور شده‌است ولی نام اصلی این تفسیر مفاتیح الغیب است.
این کتاب از قدیم مورد طعن و مسخره عرفا و شعرا قرار داشته چنانکه معروف است
تفسیر کبیر فخر رازی/
کوتاه سخن بدین درازی

## معرفی تفسیر
تفسیر کبیر از جملهٔ تفاسیر عقلانی قرآن است که با رویکردی کلامی و ضمن گرایش به اصول عقاید اشعری، در رد نظرات ائمهٔ معتزلی و کرامیه نگاشته شده‌است. تفصیل کم‌نظیر و استطراد آراء مفسران و متکلمان، در کنار دقت نظر در مباحث و به‌کارگیری براهین عقلی از ویژگی‌های بارز این تفسیر است. تفسیر کبیر دائرةالمعارفی از علوم مختلف است چنان‌که در جای جای این کتاب، به تناسب مقام، به مباحث ادبی، لغوی، فلسفی، فقهی، کلامی، طبی، هندسی، هیئت و مانند آن برمی‌خوریم. امام فخر در ضمن تفسیر هر آیه، معرکه‌ای از آراء را نقل یا طرح می‌کند و سپس با برهان و استدلال به رد یا اثبات نظرات می‌پردازد. این کتاب اگرچه از شیوه‌های تفسیری دیگر از جمله «تفسیر قرآن به قرآن» یا «تفسیر روایی» خالی نیست، اما در کل گرایش کمتری به نقل حدیث دارد و غالب مباحث تفسیری، صبغهٔ کلامی و عقلانی می‌یابد تا جایی که متن کتاب به شیوهٔ «تفسیر به رأی» متمایل می‌گردد؛ اگر چه در این شیوه نیز دقت و دانش وسیع مؤلف در بسیاری از موارد او را از لغزش و گمراهی دست‌گیری کرده‌است.
تفسیر امام فخر بر بسیاری از تفاسیر بعد از او از جمله انوارالتنزیل بیضاوی و روح‌المعانی آلوسی تأثیرگذار بوده‌است. تفسیر کبیر به جهت انصاف علمی و دقت مضامین، در طول تاریخ، همواره محل استفاده و منبع مراجعهٔ مفسران و دانشمندان فریقین شیعه و سنی و دیگر مذاهب اسلامی بوده‌است.

## روش‌شناسی
علامه طباطبائی و سیوطی تفسیر کبیر را تفسیر عقلی و کلامی معرفی کرده و ذهبی آن را تفسیر به رای معرفی کرده‌است هرچند خود فخررازی در وصیت نامه اش نوشته که هیچ‌یک از روش‌های فلسفی و کلامی در کنار روش قرانی ارج و ارزشی ندارند.
فخر رازی در تفسیر به مباحث کلامی-فلسفی از جمله رویت خدا، عدل الهی، جبر واختیار، قضا و قدر، حدو قدم، اعجاز قرآن، مفهوم استوای خداوند بر عرض، تجسیم و تثلیث، عصمت انبیاء و شفاعت محمد، عقیده شیعه در امامت معصوم و احتمال صحت آن پرداخته‌است.

## شیوه نگارش
فخررازی تفسیرش را در مقدمه و ابوابی تنظیم کرده‌است. مقدمه نیز شامل ابواب و فصل‌هایی هست. وی در تفسیرش ابتدا نام سوره، محل نزول، تعداد آیات و اقوال مروبط به ان را بیان می‌کند و سپس با ذکر یک یا چند آیه توضیحی کوتاه دربارهٔ مناسبت آنها با آیات قبلی را ذکر می‌کند. سپس روایات از پیامبر و صحابه و تابیعین را ذکر می‌کند و آنها را بررسی می‌کند. سپس به ذکر مسائلی چون ناسخ و منسوخ یا شرح مصطلحات حدیثی می‌پردازد. و در ادامه آیه یاآیایت مورد نظر را به کوچکترین اجزای مفهومی تقسیم کرده و تحت عناوینی چون مسئله، سؤال، اقوا و… از ابعاد لغوی، ادبیف کلامی، فقهی و فلسفی به تفسیر و بررسی می‌پردازد و در انتها نظر خود را بیان می‌کند.